# Blauer Turm (Orsoy)
Der Blaue Turm war, neben dem Pulverturm, der zweitbekannteste Turm der Stadtbefestigung von Orsoy. Er war einer von insgesamt elf Türmen und einer der vier Ecktürme der Stadtbefestigung und lag im Südosten Orsoys.

## Name
Der Name des blauen Turms stammt von der Färbung der Ziegel, welche zum Bau verwendet wurden. Für die Ziegel wurde ein Ton aus der unteren Geschiebemergel verwendet, welcher sich bei der Erhitzung im Inneren Rot und äußerlich Blau färbte.

## Geschichte

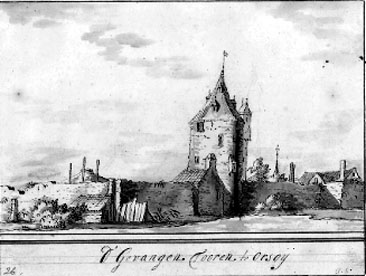
Eine vermutliche Darstellung des Blauen Turms von Orsoy. Der Künstler war jedoch nicht für seine akkuraten Darstellungen bekannt. Auch passt die Integration in der Stadtmauer nicht zu allen anderen bestehenden Quellen.

Wann der Turm errichtet wurde, ist nicht genau bekannt. Da jedoch der letzte Turm zwischen 1540 und 1550 errichtet worden ist, dürfte der Blaue Turm mindestens so alt gewesen sein. Die These Ottsens, dass der Turm bereits 1552 zerstört worden ist, konnte durch den Historiker Dieter Kastner widerlegt werden, welcher feststellte, dass der Turm im Jahr 1650 noch stand. Entweder wurde der Turm bei der Schleifung durch Ludwig XIV im Jahr 1672 zerstört oder zu einem späteren Zeitpunkt. Es ist gut möglich, dass der Blaue Turm so wie auch der Pulverturm die Schleifung aufgrund seiner zivilen Funktion zunächst überstand. Laut eines niederländischen Stadtplans Orsoys von 1631 bis 1632 und einer Zeichnung des niederländischen Künstlers Jacobus Stellingswerff fungierte der Blaue Turm als Gefängnisturm und könnte deswegen bei der Schleifung unbeachtet geblieben sein.
1934 entdeckte der Historiker Ottsen anhand eines Stadtplans von 1610 das Fundament des Turms und legte dieses vollständig offen. Im Inneren des Turms fand Ottsen fünf Steinkugeln. Sie wogen jeweils circa 4,5 kg, 16 kg, 18 kg, 18 kg und 54 kg. Eine der Kugeln wurde hierbei im Gemäuer entdeckt. Die gefundenen Kugeln müssen aufgrund ihrer verschiedenen Kaliber von einer Wurfmaschine und nicht etwa einem Geschütz stammen. Die gefundenen Kugeln selbst haben jedoch nicht den Turm zerstört. Sie wurden lediglich dort hinterlassen.
Heute weist die Straße „Am Blauen Turm“ weiterhin auf die dort verschüttete Turmruine des Blauen Turms hin.

## Bauwerk
Bei dem Turm handelte es sich um einen Rundturm mit Kegeldach. Der Turm war ein Stück vor der Mauerecke gesetzt und konnte nur von dieser über einen Mauergang und eine in den Turm herabführende Treppe erreicht werden. Der Turm wurde absichtlich vor die Stadtmauer gesetzt, sodass die Verteidiger die Angreifer besser erfassen konnten.

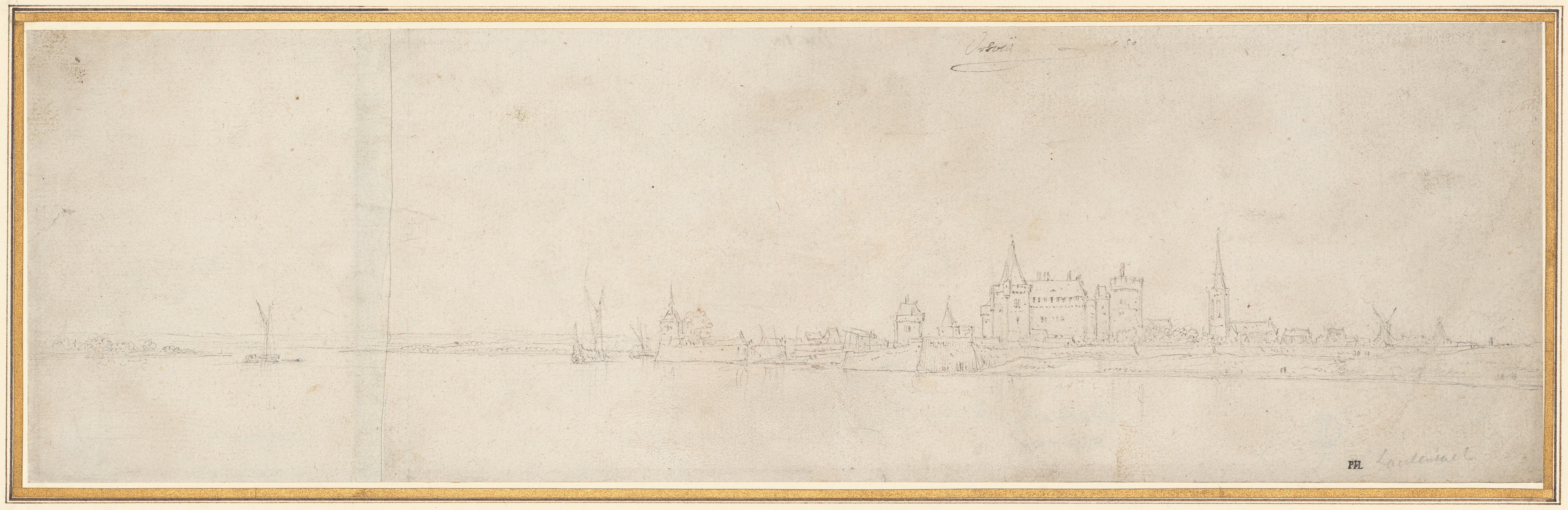
Links neben der Burg von Orsoy, mit spitzem Dach, klein im Hintergrund der Blaue Turm.